# Alfred de Vast-Vimeux
Alfred de Vast-Vimeux (Lunéville, 8 luglio 1826 – Péré, 20 luglio 1888) è stato un politico, militare e nobile francese.

## Biografia

### I primi anni
Il barone Charles-Antoine-Honoré-Alfred de Vast-Vimeux nacque l'8 luglio 1826 a Lunéville, Meurthe. Suo padre era Charles de Vast-Vimeux (1787–1859), deputato per la Charente-Maritime dal 1849 al 1859, mentre il suo prozio era il generale Louis Antoine Vimeux; sua madre fu Louise de Mauclerc (1802–1883).
Studiò alla Prytanée de La Flèche dal 1837 al 1843 ed il 15 ottobre 1844 entrò volontario nel 12º reggimento dragoni comandato da suo padre. Divenne brigadier fourrier (sergente aggiunto) il 15 aprile 1845 e maréchal des logis (sergente) il 15 ottobre di quello stesso anno.
Vast-Vimeux venne ammesso all'École spéciale militaire de Saint-Cyr il 15 dicembre 1845 e ne uscì il 1º ottobre 1847 col grado di sottotenente del 74º reggimento di fanteria di linea. Entrò nel corpo di cavalleria ed il 20 dicembre 1847 venne inviato all'École Nationale d'Équitation a Saumur come ufficiale cadetto. Diplomatosi il 1º ottobre 1849, divenne sottotenente degli Chasseurs d'Afrique. Venne nominato tenente il 6 dicembre 1850.

### Il secondo impero francese
Vast-Vimeux venne promosso capitano il 5 marzo 1852. Nel suo rango fu ufficiale d'ordinanza di Napoleone III. Divenne inoltre membro del consiglio generale del Charente-Inférieure per il cantone di Aigrefeuille.
Il 7 febbraio 1856 a Parigi sposò Angélique Augustine de Rémont (c. 1835–1913). 
La coppia ebbe due figli, Fernande (1856–1927) e Raoul (1860–1897).
Quando suo padre morì nel 1859, Vast-Vimeux si candidò per le elezioni. Venne eletto il 27 novembre di quello stesso anno per il dipartimento del Charente-Inférieure, sedendo con la maggioranza. Si dimise dall'esercito nel 1860 ed il 14 agosto 1862 ottenne la legion d'onore.
Venne rieletto il 31 maggio 1863 ed il 23 maggio 1869.
Tornò brevemente in servizio nell'esercito francese con lo scoppio della guerra franco-prussiana con la promozione al rango di colonnello dell'8º reggimento della garde mobile del Charente-Inférieure.
Si dimise con la proclamazione della terza repubblica francese il 4 settembre 1870.
Combatté con l'Armée de la Loire nella 1ª brigata di fanteria della 1ª divisione del 16º corpo d'armata.
Venne promosso al rango di ufficiale della legion d'onore il 9 gennaio 1871.

### La terza repubblica
Vast-Vimeux venne eletto all'Assemblea Nazionale l'8 febbraio 1871 per la costituente di Charente-Inférieure, e sedette col gruppo politico di Appel au peuple. Votò a favore della pace con la Germania, del richiamo dei principi dall'esilio, a favore delle dimissioni di Adolphe Thiers, contro il ministero di Albert de Broglie, contro le proposte di Henri-Alexandre Wallon e contro le leggi costituzionali.
Lasciò i propri incarichi il 7 marzo 1876, desiderando concorrere per il senato dove venne eletto per il Charente-Inférieure il 30 gennaio 1876. Sedette quindi con la minoranza bonapartista e votò per lo scioglimento della camera durante la crisi del 16 maggio 1877.
Non riuscì ad essere rieletto nel 1885 e corse perciò per la camera dei deputati ove venne eletto il 18 ottobre di quello stesso anno, rimanendo in carica sino al 20 luglio 1888, sedendo nuovamente col gruppo di Appel au peuple.
Alfred de Vast-Vimeux morì il 20 luglio 1888 al castello di Péré, Charente-Inférieure.